# Seleção Ruandesa de Voleibol Feminino
A seleção ruandesa de voleibol feminino é uma equipe do continente africano, composta pelas melhores jogadoras de voleibol de Ruanda. É mantida pela Federação Ruandesa de Voleibol (FRVB). Encontra-se na 99ª posição do ranking mundial da FIVB segundo dados de julho de 2021.